# Bill Snider
Bill Snider is een Amerikaans acteur, vooral bekend door de verschillende rollen die hij speelde in de televisieserie M*A*S*H. Zo was hij respectievelijk te zien als soldaat, chauffeur, barkeeper en stond hij eens gecrediteerd als simpelweg Snider. Ook speelde hij een rolletje in The Swarm en was hij te zien in de George Peppard-film Crisis in Mid-air.

## Filmografie
- M*A*S*H, televisieserie - Soldaat (7 afl., 1981-1983)
- M*A*S*H, televisieserie - Snider (Afl., Friends and Enemies, 1983)
- M*A*S*H, televisieserie - Barkeeper (Afl., U.N., the Night and the Music, 1983)
- M*A*S*H, televisieserie - Chauffeur (Afl., Identity Crisis, 1981)
- Crisis in Mid-air (televisiefilm, 1979) - Rol onbekend
- The Swarm (1978) - Radarman #2